# Hemicaranx bicolor
Hemicaranx bicolor es una especie de peces de la familia Carangidae en el orden de los Perciformes.

## Morfología
• Los machos pueden llegar alcanzar los 70 cm de longitud total.

## Distribución geográfica
Se encuentra desde Sierra Leona hasta Angola.